# QJM: An International Journal of Medicine
La publication QJM: An International Journal of Medicine, parfois présentée sous l'abréviation Q J Med., est un journal médical britannique revu par les pairs, créé en octobre 1907 sous le titre Quarterly Journal of Medicine. Au départ publiée chaque trimestre la revue devient mensuelle au début de l'année 1985. Conservant les initiales originales dans son titre pour des raisons de continuité, son nom a été changé à la suite de cette nouvelle fréquence de publication.
QJM cible la médecine interne et publie des articles abordant les sciences médicales comme la pratique. La revue comporte des articles scientifiques originaux, des éditoriaux, des revues de la littérature spécialisée, des articles en commentaire de sujets controversés de l'actualité et une colonne de correspondance avec les lecteurs.
La revue est publiée par Oxford University Press au nom de l'Association of Physicians of Great Britain and Ireland. Le rédacteur en chef en est Seamas Donnelly.